# Jalila Dalaf
Jalila Dalaf (* 7. März 1993 in Kazlajk) ist eine deutsch-syrische Fußballspielerin, die seit September 2020 für den 1. FC Sarstedt aktiv ist.

## Karriere
Dalaf, ab 1994 in Sarstedt aufgewachsen, begann in/mit Eigeninitiative im Alter von acht Jahren in der U10-Mannschaft des VfB Peine – gemeinsam mit Jungen – mit dem Fußballspielen. Im weiteren Verlauf spielte sie dann für den PSV Hildesheim und die weibliche Jugendmannschaft des Mehrspartensportvereins Mellendorfer TV. Zuletzt war sie von 2008 bis 2010 für die B-Jugendmannschaft des 1. FFC Turbine Potsdam aktiv, mit der sie im Jahr 2010 das Endspiel um die Deutsche Jugendmeisterschaft gewann, bevor sie in die zweite Mannschaft aufrückte. Für den 1. FFC Turbine Potsdam II bestritt sie 19 Punktspiele in der Gruppe Nord der seinerzeit zweigleisigen 2. Bundesliga. Ihr Debüt im Seniorinnenbereich gab sie am 22. August 2010 (2. Spieltag) beim 4:0-Sieg im Heimspiel gegen den Liganeuling BV Cloppenburg über 90 Minuten. Ihr erstes von fünf Toren erzielte sie am 5. September 2010 (5. Spieltag) beim 3:3-Unentschieden im Heimspiel gegen den SV Meppen mit dem Treffer zur 3:2-Führung in der 48. Minute.
In der Saison 2011/12 gehörte sie dem 1. FC Köln an, für den sie in der Gruppe Süd der seinerzeit zweigleisigen 2. Bundesliga 13 Punktspiele bestritt und drei Tore erzielte, sowie ein Punktspiel für die zweite Mannschaft in der drittklassigen Regionalliga West bestritt.
Nach fünfmonatiger Vereinslosigkeit gehörte sie von Januar bis Juni 2013 kurzzeitig der zweiten Mannschaft des SC 07 Bad Neuenahr in der 2. Bundesliga Süd an, danach jeweils eine Saison lang der zweiten Mannschaft von Bayer 04 Leverkusen in der Regionalliga West und der zweiten Mannschaft des VfL Wolfsburg in der 2. Bundesliga Nord.
Nach einer sechs Monate währenden Zeit ohne Verein folgten mit dem BV Cloppenburg und dem SV Meppen zwei Mannschaften, für die sie jeweils zwei Jahre lang in der 2. Bundesliga Punktspiele bestritt und Tore in zweistelliger Anzahl erzielte. Mit ihren 15 Toren in 21 Punktspielen für den SV Meppen 2017/18 wurde sie vereinsintern beste und ligaweit zweitbeste Torschützin sowie mit 14 Toren in 26 Punktspielen in der Saison 2018/19 vereinsintern beste und ligaweit drittbeste Torschützin.
Mit ihrer Verpflichtung zum FF USV Jena, der am 15. Juni 2019 offiziell wurde, kam sie für diesen das erste Mal in der Bundesliga zum Einsatz. Ihr erstes von fünf Punktspielen bestritt sie zum Saisonstart am 17. August 2019 bei der 1:6-Niederlage im Heimspiel gegen die TSG 1899 Hoffenheim über 90 Minuten. Aufgrund langwieriger Verletzungen und einer wichtigen Prüfung innerhalb ihrer beruflichen Ausbildung, kehrte sie in der Winterpause nach Meppen zurück und kam sie einzig am zweiten und – aufgrund des erfolgten Saisonabbruchs bezüglich der COVID-19-Pandemie – am vorletzten Spieltag der Zweitligarückrunde der Saison 2019/20 beim 3:1-Sieg im Auswärtsspiel gegen den Liganeuling SG 99 Andernach zum Einsatz.
Nach zwei Monaten ohne Verein, kehrte sie in die Stadt zurück, in der sie einst aufgewachsen war. Dort spielt sie seit September 2020 für den im Landkreis Hildesheim ansässigen Bezirksliga-Aufsteiger 1. FC Sarstedt, mit dem ihr am Saisonende 2022/23 der Aufstieg in die Landesliga Hannover gelang.

## Erfolge
- Deutscher B-Jugendmeister 2010 (mit dem 1. FFC Turbine Potsdam)